# Monte Morello
Pour les articles homonymes, voir Morello.
Le Monte Morello est la montagne la plus élevée du  bassin de Florence et se situe en Toscane, au nord-ouest de la ville de Florence et est partagée entre les municipalités de Florence, Vaglia, Sesto Fiorentino et Calenzano.

## Géographie
À l'est, la montagne est bordée par la vallée de Marina, à l'ouest de celle du Mugnone. Les pentes méridionales vont vers la plaine et les septentrionales vers le Mugello. Les plus hauts sommets sont le Poggio all'Aia (terrains de Calenzano), connu sous le nom de terza punta (troisième pointe), culmine à 934 m,  où une croix de bois est placée ; le Poggio Casaccia, appelé Prima punta (première pointe) (ville de Sesto Fiorentino), culmine à 921 m, avec une  croix de fer ; le Poggio Cornacchiaccia, dit Seconda punta (deuxième pointe) culmine à 892 m, aux confins des limites municipales de Vaglia, Sesto Fiorentino et Calenzano ; le Poggio Trini (763 m) dans la municipalité de Vaglia ; le Poggio al Giro (737 m) et le Monte Rotondo (708 m) dans la ville de Sesto Fiorentino.

## Histoire
Le nom de la montagne, déjà connu à l'âge lombard (790) vient probablement de celui d'un ancien propriétaire terrien de la région, Maurillus. La montagne, autrefois très boisée, a été entièrement déforestée par le grand-duc Cosme Ier de Toscane, afin de réaliser les poutres des verrières du palais des Offices. Une première tentative de reboisement, pour des raisons esthétiques du paysage florentin, dans lequel Monte Morello a un rôle de protagoniste, a été tentée par le grand-Duc Pierre Léopold Ier de Toscane  (1784). Celui-ci a demandé aux moines des monastères de Monte Senario, Camaldoli et Vallombreuse d'acheter des terres afin de les reboiser. Ce fut un échec. Par la suite une réserve de chasse y fut créée, mais devant le danger de glissements de terrain de plus en plus menaçants, il a été décidé d'effectuer un reboisement massif. Celui-ci, démarré en 1909 sur l'initiative du député socialiste Joseph Pescetti (élu au Collège de Sesto Fiorentino) a été achevé aux alentours de 1970. Depuis Monte Morello a retrouvé son aspect original. Au cours de la Seconde Guerre mondiale, Monte Morello était une base arrière importante de partisans et le témoin de nombreuses scènes de guerre (comme la bataille de la source Seppi (it) (14 juillet 1944).
Aujourd'hui, le Monte Morello, qui a vu l'abandon des activités agricoles traditionnelles (à l'exception, par endroits de l'oléiculture permettant la fabrication d'une huile réputée), voit la présence d'une riche faune constituée de sangliers, renards, lièvres, chevreuils, faisans et autres animaux (vipères) et d'une épaisse végétation de pins, chênes, cyprès et sapins blancs. Il existe également de nombreuses sources d'eau (source Seppi, source de la cerise, etc.), dont certaines ont disparu ou ont vu réduire leur portée en raison des travaux se rapportant au chantier de la ligne du train à haute vitesse, effectués sous la montagne, ceci malgré une forte opposition des différentes associations environnementales.
Dans la localité Piazzale Leonardo da Vinci (ville de Sesto Fiorentino), se trouvent des réémetteurs de radio et de télévision.
Aujourd'hui, le Monte Morello est un espace protégé  sous le nom de  Parco di Monte Morello et il reste plus que jamais « la montagne » des Florentins, qui au cours de l'été y effectuent des promenades,  randonnées, pique-niques  ou y font la cueillette de champignons et d'asperges.